# Playing My Game
Playing My Game är debutalbumet av den norska artisten Lene Marlin, utgivet den 27 april 1999 på Virgin Records. Det producerades av Hans G och Jorn Dahl, medan Marlin själv skrev och komponerade samtliga låtar. Både albumet och första singeln "Unforgivable Sinner" blev listettor i Norge, varefter singeln "Sitting Down Here" också klättrade högt på listorna i flera europeiska länder.

## Låtlista
Alla låtar är skrivna av Lene Marlin.
1. "Sitting Down Here" – 3:55
2. "Playing My Game" – 5:34
3. "Unforgivable Sinner" – 4:00
4. "Flown Away" – 4:08
5. "The Way We Are" – 4:00
6. "So I See" – 4:49
7. "Maybe I'll Go" – 4:37
8. "Where I'm Headed" – 4:11
9. "One Year Ago" – 4:27
10. "A Place Nearby" – 4:10

## Medverkande
- Lene Marlin – sång, arrangemang (2, 5, 9)

Övriga musiker
- Jorn Dahl – arrangemang (2, 5, 9), piano, keyboard, programmering, inspelning, produktion
- Wallen Mjaland – bas, cymbal, hihat, tamburin
- Stray – gitarr (1-6, 8-10)
- Karl Oluf Wennerberg – cymbal, hihat, tamburin

Produktion
- Mikio Ariga – fotografi
- Dan Bierton – assisterande ljudtekniker (vid Sarm Hook End), ljudmix (1, 2, 4-10)
- Ian Cooper – mastering (1, 2, 4-10)
- Masaaki Fukushi – skivomslag
- Hans G. – ljudtekniker (vid Bel Canto Studio/disclab Mobile), inspelning, produktion
- Richard Lowe – ljudtekniker (vid Sarm Hook End), ljudmix (1, 2, 4-10), inspelning av grand piano
- Erik Stokke – inspelning av akustisk gitarr (2, 6-8)

Information från Discogs

## Listplaceringar
| Lista (1999)   | Topplaceringar |
| -------------- | -------------- |
| Frankrike      | 10             |
| Italien        | 5              |
| Norge          | 1              |
| Sverige        | 8              |
| Schweiz        | 45             |
| Storbritannien | 18             |